# Амбросенко, Алексей Петрович
Алексей Петрович Амбросенко (1 мая 1925, д. Марченки, Городокский район —17 июня 1991) — машинист путеукладачного крана строительно-монтажного треста "Турксибтрансстрой" Министерства транспортного строительства СССР, Герой Социалистического Труда (1961). Член КПСС с 1959 года.

## Биография
В начале 1941 года стал учиться в школе фабрично-заводского обучения в городе Лепель Витебской области. Начало войны застало его за учёбой, был эвакуирован вместе со школой в тыл. В июле 1941 года был направлен работать машинистом путеукладочного поезда. Участвовал в строительстве железнодорожных путей в прифронтовой полосе.
В 1957—1961 годах — водитель крана строительно-монтажного поезда на станции Актогай Аягузского района Семипалатинской области. В 1961—1968 годах — машинист путеукладчика строительно-монтажного поезда Макатского района Гурьевской области. С 1977 года — автомеханик в колхозе имени Кутузова Городокского района.
Звание Героя присвоено за производственные успехи, достигнутые на строительстве железнодорожной линии Актагай — Дружба.
В 1977 году вернулся на родину в Белоруссию. Работал автомехаником в ремонтной мастерской колхоза имени Кутузова. Работал здесь до выхода на заслуженный отдых.
Умер 17 июня 1991 года.

## Награды
За трудовые успехи был удостоен:
- золотая звезда «Серп и Молот» (27.04.1961)
- орден Ленина (27.04.1961)
- другие медали.
- Почётная грамота Верховного Совета Казахской ССР.